# Eshkol-Wachmann
Die Eshkol-Wachmann-Notation wurde 1954 von der israelischen Choreografin Noa Eshkol zusammen mit ihrem Schüler Avraham Wachman entwickelt. Es ist eine abstrakte Bewegungsnotation auf einer dreidimensionalen geometrischen Grundlage, mit der Bewegungen jedes beliebigen Körpers (Insekten, Vögel, Roboter) beschrieben werden können, sofern er in Gliedmaßen mit Gelenken unterteilt ist.

## Schriften (Auswahl)
- mit Abraham Wachmann: Movement notation. London, Weidenfeld and Nicolson 1958